# Buglovce
Buglovce (em húngaro: Göbölfalva; alemão: Schreibersdorf) é um município da Eslováquia, situado no distrito de Levoča, na região de Prešov. Tem 3,03 km² de área e sua população em 2018 foi estimada em 277 habitantes.

## Demografia
| Ano:        | 1994 | 2004   | 2014   | 2024   |
| ----------- | ---- | ------ | ------ | ------ |
| Broj ljudi: | 257  | 265    | 270    | 269    |
| Razlika:    |      | +3,11% | +1,88% | -0,37% |

| Ano:               | 2023 | 2024   |
| ------------------ | ---- | ------ |
| Número de pessoas: | 265  | 269    |
| Diferença:         |      | +1,50% |